# Krai de Camecháteca
O krai de Camecháteca, Camchaca ou Kamtchatka (russo:  Камча́тский край, tr. Kamtchatski krai; IPA: [kɐmˈtɕatskʲɪj kraj]), é uma divisão federal da Federação da Rússia, efectivada a partir de 1 de julho de 2007. Localizada no Extremo Oriente Russo, é administrativamente parte do Distrito Federal do Extremo Oriente. O krai de Camecháteca tinha, de acordo com o censo de 2010, 322 079 habitantes.
Petropavlovsk-Kamtchatski é a capital e maior cidade do krai, contendo nela mais de metade da população do território.
O Krai de Camecháteca foi formado como resultado da fusão entre o oblast de Camecháteca e o distrito autónomo da Coriáquia (russo:  Корякия, tr. Koriakia), decidida em referendo realizado a 23 de outubro de 2005. O distrito autónomo mantém o estatuto de divisão administrativa especial do krai, sob o nome de Distrito Coriaque.
A península de Camecháteca forma a maioria do território do krai, separando o mar de Ocótsqui e o mar de Bering no oceano Pacífico. O restante território é formado por uma porção menor do território continental, pela ilha Karaginski e pelas ilhas Comandante no mar de Bering. Faz fronteira com o oblast de Magadan a oeste e com Tchukotka a norte. O krai de Camecháteca é uma zona de atividade vulcânica, nela se situando o Kliutchevskaia Sopka, o maior vulcão da Eurásia, e os Vulcões da Década Avatchinski e Koriakski.